# Karolinška renesansa
Karolinška renesansa je bila prva od treh srednjeveških renesans, obdobje kulturne dejavnosti v Karolinškem cesarstvu. To se je zgodilo od poznega 8. stoletja do 9. stoletja, ko jih je navdihnilo krščansko rimsko cesarstvo 4. stoletja. V tem obdobju se je povečala literatura, pisanje, umetnost, arhitektura, sodna praksa, liturgične reforme in študije svetih spisov.
Karolinška renesansa se je pojavljala predvsem v času vladanja karolinških vladarjev Karla Velikega in Ludvika Pobožnega. Podprli so jo učenjaki karolinškega dvora, zlasti Alkuin iz Yorka. Karlova Admonitio generalis (789 – 'splošno opozorilo') in Epistola de litteris colendis (dobro znano pismo cesarja Karla Velikega opatu Baugulfu iz Fulde, ki je bilo verjetno napisano včasih v poznih 780-ih do 800-ih in kaže interes cesarja za spodbujanje učenja in izobraževanja v svojem imperiju) sta služila kot manifesta.
Učinki tega kulturnega preporoda so bili večinoma omejeni na majhno skupino dvornih literatov (Javni intelektualec). Po mnenju Johna Contrenija je »imel izjemen učinek na izobraževanje in kulturo v Franciji, vprašljiv učinek na umetniška prizadevanja in neizmerni učinek na tisto, kar je najbolj pomembno za Karolinge, moralno obnovo družbe« . Sekularni in cerkveni voditelji karolinške renesanse so si prizadevali bolje pisati latinščino, kopirati in ohranjati patristična in klasična besedila ter razvijati bolj berljivo, klasifikacijsko pisavo. (To je bila karolinška minuskula, ki so jo renesančni humanisti uporabili za rimsko in namestili kot humanistično minuskulo, iz katere je razvila zgodnje moderna kurzivna pisava) slog, ki je omogočil komunikacijo po večini Evrope.

## Ozadje
Kot je poudaril Pierre Riché, izraz »karolinška renesansa« ne pomeni, da je bila zahodna Evropa pred karolinškim obdobjem barbarska ali mračnjaška . Stoletja po razpadu rimskega imperija na zahodu niso doživeli nenadnega izginotja antičnih šol, iz katerih so nastali Marcianova kapela, Kasiodor in Boetij, bistvene ikone rimske kulturne dediščine v srednjem veku, zahvaljujoč disciplinam svobodnih umetnosti, ki so bile ohranjene . V 7. stoletju je bila v vizigotskem kraljestvu Hispanije »isidorska renesansa«, v kateri so cvetele znanosti  in prišlo je do integracije krščanske in predkrščanske misli, medtem ko je širjenje Irske monastične šole (scriptoria) nad Evropo postavilo temelje za karolinško renesanso .
V tej kulturni ekspanziji so bili številni dejavniki, najbolj očitno pa je bilo, da je združitev večine zahodne Evrope pod Karlom Velikim prinesla mir in stabilnost, ki sta postavila temelje za blaginjo. To obdobje je zaznamovala gospodarska oživitev v zahodni Evropi po razpadu Zahodnega Rimskega cesarstva. Lokalna gospodarstva na zahodu so v začetku 7. stoletja prerasla v pretežno samooskrbno kmetijstvo, mesta pa delovala le kot mesta za izmenjavo daril za elito. Do konca 7. stoletja so se pojavila razvita mestna naselja, v katerih so živeli večinoma obrtniki, trgovci in slamnikarji ter se ponašala z uličnimi mrežami, obrtniško proizvodnjo in regionalno trgovino ter trgovino na dolge razdalje. Glavni primer tega tipa trgovskega naselja je bil Dorestad (v današnji Nizozemski]].
Razvoj karolinškega gospodarstva je spodbudila učinkovita organizacija in izkoriščanje delovne sile na velikih posestvih, ki je ustvarjala presežek predvsem žit, vina in soli. Medregionalna trgovina s temi proizvodi je omogočila širitev mest. Arheološki podatki kažejo nadaljevanje tega naraščajočega trenda v začetku 8. stoletja. Zenit zgodnjega karolinškega gospodarstva je bil dosežen med letoma 775 in 830, kar sovpada z največjimi presežki obdobja, obsežnimi gradnjami cerkva in prenatrpanostjo ter tremi lakotami, ki so pokazale meje sistema. Po obdobju motenj od 830 do 850, ki so ga povzročile državljanske vojne in napadi Vikingov, se je gospodarski razvoj v 850-ih nadaljeval, pri čemer so trgovski centri popolnoma izginili in so jih nadomestila utrjena trgovska mesta. 
Eden glavnih vzrokov nenadne gospodarske rasti je bila trgovina s sužnji. Po vzponu arabskih imperijev so arabske elite ustvarile veliko povpraševanje po sužnjih, pri čemer so bili evropski sužnji še posebej cenjeni. Zaradi osvajanj Karla Velikega v Vzhodni Evropi, je bila stalna oskrba zajetih Slovanov, Avarov, Sasov in Dancev dosežena predvsem z judovskimi trgovci v zahodni Evropi, ki so nato sužnje izvozili preko Ampurij, Girone in Pirenejev v  muslimansko Španijo in druge dele arabskega sveta. Trg s sužnji je bil tako donosen, da je skoraj nemudoma preoblikoval trgovino na dolge razdalje evropskih gospodarstev.  Trgovina s sužnji je Zahodu omogočila ponovno sodelovanje z muslimanskim in vzhodno rimskim imperijem, tako da so lahko tudi druge industrije, kot je tekstil, rasle tudi v Evropi. 

## Uvoz
Kenneth Clark je menil, da je s pomočjo karolinške renesanse zahodna civilizacija preživela »za dlako« . Vendar se uporaba pojma preporod za opis tega obdobja izpodbija, zlasti Lynn Thorndike, ker je večina sprememb, ki jih je prineslo to obdobje, skoraj v celoti omejena na duhovščino in ni primerljivo z gibanjem v poznejši italijanski renesansi. Namesto, da bi bilo ponovno rojstvo novih kulturnih gibanj, je bilo obdobje bolj poskus ponovnega ustvarjanja prejšnje kulture rimskega imperija. Karolinška renesansa ima v retrospektivi tudi nekakšen značaj lažne zore, saj so njeni kulturni dobički precej razpadli v nekaj generacijah, dojemanje, ki ga je izrazil Walahfrid Strabo (umrl 849), v svojem uvodu v Einhardovo Življenje Karla Velikega.

## Študijska prizadevanja
Pomanjkanje latinske pismenosti v zahodni Evropi v 8. stoletju je povzročilo težave karolinškim vladarjem s strogim omejevanjem števila ljudi, ki so bili sposobni služiti kot dvorni pisarji v družbah, kjer se je vrednotil latinski jezik. Nekateri vladarji so bili še bolj zaskrbljeni zaradi dejstva, da vsi župniki niso bili sposobni brati Vulgate (prevedene Biblije). Dodatna težava je bila v tem, da se je ljudska latinščina kasnejšega Zahodnega rimskega cesarstva začela razveljavljati v regionalna narečja, predhodnike današnjih romanskih jezikov, ki so postajali medsebojno nerazumljivi in preprečevali, da bi lahko znanstveniki iz enega dela Evrope komunicirali z osebami iz drugem delu Evrope.
Za reševanje teh problemov je Karel Veliki odredil ustanovitev šol v capitulariumu, imenovanem Listina sodobne misli, izdanem leta 787. Velik del njegovega programa reform je bil pritegniti številne vodilne krščanske učenjake tistega časa na njegov dvor. Med prvimi, ki so bili poklicani na dvor, so bili Italijani: Peter iz Pise, ki je od 776 do okoli 790 poučeval Karla Velikega v latinščini in od 776 do 787 Pavlin Oglejski, ki ga je cesar imenoval za oglejskega patriarha leta 787. Lombardski Pavel Diakon je bil poklican na dvor leta 782 in je ostal do 787, ko ga je Karl imenoval za opata Montecassina. Theodulf Orléanski je bil španski Got, ki je bil na dvoru od 782 do 797, ko je bil imenovan za škofa Orléansa. Theodulf je bil v prijateljski konkurenci nad standardizacijo Vulgate z glavnim med učenci Karla Velikega, Alkuinom iz Yorka. Alkuin je bil Northumbrijski menih in diakon, ki je služil kot vodja kraljeve šole od 782 do 796, razen za leta 790 do 793, ko se je vrnil v Anglijo. Po letu 796 je nadaljeval svoje znanstveno delo kot opat samostana sv. Martina v Toursu. Med tistimi, ki so sledili Alkuinu čez Kanal do frankovskega dvora, je bil Joseph Scottus, Irec, ki je zapustil nekaj originalnih bibličnih komentarjev in akrostičnih poskusov. Po tej prvi generaciji ne-frankovskih učenjakov bodo njihovi frankovski učenci, kot je Angilbert, pustili svoj pečat.
Kasnejša dvora Ludvika Pobožnega in Karla Plešastega so imeli podobne skupine učenjakov. Irski menih Dicuil se je udeležil nekdanjega dvora, slednjega pa se je udeležil slavnejši irski mož Janez Skot Eriugena.
Eno od glavnih prizadevanj je bilo oblikovanje standardiziranega kurikuluma za uporabo v nedavno ustanovljenih šolah. Alkuin je vodil ta prizadevanja in je bil odgovoren za pisanje učbenikov, oblikovanje seznamov besed in vzpostavitev trivijuma in kvadrivijuma kot osnove za izobraževanje.
Drugi prispevek iz tega obdobja je bil razvoj karolinške minuskule, »priročnika«, ki je bil prvič uporabljen v samostanih Corbie in Toursu, ki je uvedel uporabo malih črk. Razvita je bila tudi standardizirana različica latinščine, ki je omogočila kovanje novih besed, obenem pa ohranila slovnična pravila klasičnega latinščine. Ta srednjeveški latinski jezik je postal skupni jezik učenjakov in je administratorjev in popotnikom omogočil, da so se razumeli v različnih regijah Evrope. 
Karolinške delavnice so v 9. stoletju izdelale več kot 100.000 rokopisov, od katerih jih je preživelo okoli 7.000 ali 6%. Karolingi so izdelali najzgodnejše kopije del Ciceroa, Horacija, Marcijala, Stacija, Lukrecija, Terencija, Julija Cezarja, Boetija in Marcianova kapela. V 7. in 8. stoletju ni bilo kopij besedil teh avtorjev na latinskem zahodu.

## Karolinška umetnost
Karolinška umetnost je trajala okoli stoletja od približno 800–900. Čeprav je bilo kratko, je bilo vplivno obdobje. Severna Evropa je prvič sprejela klasične rimske oblike umetnosti v Sredozemlju in postavila temelje za vzpon romanske umetnosti in sčasoma gotske umetnosti na Zahodu. Iluminirani rokopisi, izdelki iz kovin, manjše skulpture, mozaiki in freske so ohranjeni iz tega obdobja.

## Karolinška arhitektura
Karolinška arhitektura je slog severnoevropske arhitekture, ki ga je uveljavil Karel Veliki. Obdobje arhitekture sega do konca 8. in 9. stoletja do vladavine Otona I. leta 936 in je bil zavesten poskus, da se ustvari rimska renesansa, ki posnema rimsko, zgodnjekrščansko in bizantinsko arhitekturo, s svojo inovativnostjo, ki je imela za posledico edinstven značaj. Njegova arhitektura je bila najbolj izrazita karolinška umetnost v družbi, ki nikoli ni videla iluminiranega rokopisa in je le redko obravnavala enega od novih kovancev. »V lLe malo več kot osmih desetletjih med 768 in 855 je bilo zgrajenih 27 novih stolnic, 417 samostanov in 100 kraljevih rezidenc«, je izračunal John Contreni.

## Karolinški denar
Okoli leta 755 je Pipin Mali reformiral francosko valuto. Različni lokalni sistemi so bili standardizirani, manjše kovnice so bile zaprte, kraljevi nadzor nad preostalimi je bil okrepljen, čistost pa se je povečala. Namesto skupnega zlatega rimskega in bizantinskega solidusa je vzpostavil sistem, ki je temeljil na novem srebrnem peniju (latinsko denarius, francosko denier), ki je tehtal 1/240 funta (librum, libra ali lira;livre). (Karolinški funt se zdi, da je bil približno 489,5 gramov, [36] [37], kar pomeni da je vsak peni približno 2 grama.) Ker je bil oslabljen solidus takrat približno enakovreden 11 teh penijev, je bil šiling (solidus; sol) določen na to vrednost, tako da je bil 1/22 srebrnega funta. To je bilo pozneje prilagojeno na 12 oziroma 1/20. V karolinškem obdobju pa se niso kovali niti šilingi niti funti, in se namesto tega uporabljali kot namišljene obračunske enote. (Na primer, "šiling" ali "solidus" zrna je bil ukrep, enakovreden količini žita, ki bi jo lahko kupili za 12 penijev.) Kljub čistosti in kakovosti novih penijev pa so jih trgovci večkrat zavrnili v korist zlatih kovancev, uporabljenih drugje, položaj, ki je privedel do ponavljajoče se zakonodaje proti takšni zavrnitvi sprejema kraljeve valute.

## Galerija
- Aachenski evangelij (c. 820), primer karolinškega iluminiranega rokopisa.
- Kopija tllorisa Svetega Gallena